# Club Social Deportivo Camaná
Deportivo Camaná es un club de fútbol peruano, con sede en la ciudad de Camaná, provincia homónima, en el departamento de Arequipa. Fue fundado en 1949 y participa en la Copa Perú, torneo donde tuvo su mejor campaña en la edición 1986 cuando llegó a la Etapa Nacional.

## Historia
El Club Social Deportivo Camaná fue fundado el 20 de agosto de 1949 en la ciudad de Camaná. Fue fundado por iniciativa del señor Marcial Ramos Pacheco y su primera presidente fue Manuel Jesús Cervantes.
Fue campeón Departamental en 1984 y clasificó a la Etapa Regional de la Copa Perú 1985 donde logró el pase a la Etapa Nacional, siendo eliminado en la ronda semifinal por Ateneo de Huanta y Deportivo Maldonado. Al año siguiente inició su participación en la Etapa Regional y clasificó nuevamente a la Etapa Nacional. Logró el pase al hexagonal final de la Copa Perú junto a Deportivo Tintaya dejando fuera en la fase semifinal a Mariano Melgar de Andahuaylas. En la Finalísima obtuvo dos triunfos, dos empates y una derrota y finalizó en tercer lugar detrás de Deportivo Cañaña de Lambayeque y Félix Donayre de Ica.
Participó en la Etapa Departamental de Arequipa 2003, pero no logró el cupo a la Etapa Regional que quedó en manos de Sportivo Huracán. En 2009 se creó la Liga Superior de Arequipa contando con Deportivo Camaná como uno de los participantes de su primera edición. En ese torneo finalizó en penúltimo lugar y tuvo que retornar a su liga de origen para el año siguiente.
Logró el título distrital de Camaná en 2012 y clasificó a la Etapa Provincial junto a Sport José Granda. Ambos equipos también avanzaron a la Etapa Departamental donde se enfrentaron en la segunda fase siendo eliminado Deportivo Camaná.
Tras descender en la liga camaneja 2013, Deportivo Camaná logró al año siguiente el título de la Segunda División distrital retornando a la Primera Distrital. En 2016 volvió a clasificar a una Etapa Provincial pero no pudo clasificar a la Etapa Departamental y fue eliminado.
En 2025 clasificó como subcampeón provincial a la Etapa Departamental de Arequipa. Fue eliminado en primera fase por Alto Inclán de Mollendo.

## Uniforme
- Uniforme titular: Camiseta blanca con franja roja, pantalón negro y medias negras.
- Uniforme secundario: Camiseta negra con franja roja, pantalón negro y medias negras.

#### Uniforme Titular 1949 al 2000
| Titular 1 | Titular 2 | Titular 3 | Titular 4 | Titular 5 | Titular 6 | Titular 7 | Titular 8 |  |

#### Uniforme Titular 2001 al 2023
| Titular 1 | Titular 2 | Titular 3 | Titular 4 | Titular 5 | Titular 6 | Titular 7 | Titular 8 |  |

#### Uniforme Alterno 1949 al 2023
| Alterno 1 | Alterno 2 | Alterno 3 | Alterno 4 | Alterno 5 | Alterno 6 | Alterno 7 |  |

## Estadio
El club juega de local en el estadio 9 de Noviembre, ubicado en la avenida 9 de Noviembre S/N en la ciudad de Camaná, de propiedad del Instituto Peruano del Deporte.

## Sede
El club cuenta con su local propio ubicado en el Boulevard 28 de Julio en la ciudad de Camaná.

## Entrenadores
- Jorge Machuca (1989)

## Palmarés

### Torneos regionales
| Competición regional                       | Títulos                       | Subcampeonatos |
| ------------------------------------------ | ----------------------------- | -------------- |
| Liga Departamental de Arequipa (5/1)       | 1981, 1984, 1985, 1988, 1989. | 1996.          |
| Liga Provincial de Camaná (3/2)            | 1996, 2001, 2003.             | 2012, 2025.    |
| Liga Distrital de Camaná (4/2)             | 1996, 2003, 2012, 2022.       | 2016, 2025.    |
| Segunda División Distrital de Camaná (1/0) | 2014.                         |                |